# Canadian Soccer League 2022
La Canadian Soccer League 2022 fue la 25.ª edición de la liga semiprofesional del fútbol canadiense, la cual comenzó el 29 de mayo y terminó el 27 de agosto con la participación de 6 equipos.

## Cambios a partir de 2021
La liga volvió a un calendario de cinco meses. Se aceptaron dos nuevos equipos en la liga y el regreso más notable fue el York Region Shooters, que jugó anteriormente hasta la temporada 2017 y fue miembro fundador de la fusión NSL-OPSL de 1998. La otra incorporación fueron los Toronto Falcons, un club dirigido y organizado por el exgerente general del FC Vorkuta, Samad Kadirov. La liga también tiene la intención de lanzar el Enio Perruzza Memorial Trophy, una competencia separada en homenaje al ex locutor de la liga Enio Perruzza, quien murió el año anterior. El Memorial Trophy será un torneo abierto en el que participarán miembros de la liga junto con clubes invitados. Se produjo un cambio de nombre y FC Vorkuta pasó a llamarse FC Continentals.

## Participantes
| Equipo               | Ciudad               | Estadio                 | Entrenador      |
| -------------------- | -------------------- | ----------------------- | --------------- |
| BGH City FC          | Brantford & Hamilton | Centennial Park Stadium | Sasa Vukovic    |
| FC Continentals      | Vaughan              | Centennial Park Stadium | Viktor Raskov   |
| Scarborough SC       | Scarborough          | Centennial Park Stadium | Mirko Medić     |
| Serbian White Eagles | Etobicoke            | Centennial Park Stadium | Uroš Stamatović |
| Toronto Falcons      | Toronto              | Centennial Park Stadium | Willy Giummarra |
| York Region Shooters | Vaughan              | Centennial Park Stadium | Sam Madeiros    |

## Clasificación
| Pos. | Equipo               | Pts. | PJ | G | E | P | GF | GC | Dif. | Clasificación 2022               |
| ---- | -------------------- | ---- | -- | - | - | - | -- | -- | ---- | -------------------------------- |
| 1    | Serbian White Eagles | 19   | 10 | 5 | 4 | 1 | 29 | 13 | +16  | Clasificación a las semifinales  |
| 2    | York Region Shooters | 18   | 10 | 5 | 3 | 2 | 18 | 12 | +6   | Clasificación a las semifinales  |
| 3    | Scarborough SC       | 17   | 10 | 4 | 5 | 1 | 20 | 8  | +12  | Clasificación a cuartos de final |
| 4    | FC Continentals      | 16   | 10 | 4 | 4 | 2 | 17 | 10 | +7   | Clasificación a cuartos de final |
| 5    | Toronto Falcons      | 7    | 10 | 1 | 4 | 5 | 9  | 23 | −14  | Clasificación a cuartos de final |
| 6    | BGH City FC          | 2    | 10 | 0 | 2 | 8 | 9  | 36 | −27  | Clasificación a cuartos de final |

Actualizado a los partidos jugados el 6 de agosto de 2022.
 Fuente: Soccerway

## Partidos
| Scarborough SC       | 3 - 3 | York Region Shooters | Centennial Park Stadium | 29 de mayo | 15:00 |
| Toronto Falcons      | 1 - 1 | BGH City FC          | Centennial Park Stadium | 29 de mayo | 17:00 |
| Serbian White Eagles | 2 - 2 | FC Continentals      | Centennial Park Stadium | 29 de mayo | 19:00 |

| Toronto Falcons      | 0 - 7 | Scarborough SC       | Centennial Park Stadium | 5 de junio | 15:00 |
| BGH City FC          | 0 - 5 | FC Continentals      | Centennial Park Stadium | 5 de junio | 17:00 |
| York Region Shooters | 1 - 0 | Serbian White Eagles | Centennial Park Stadium | 5 de junio | 19:00 |

| Scarborough SC  | 2 - 2 | Serbian White Eagles | Centennial Park Stadium | 12 de junio | 15:00 |
| BGH City FC     | 0 - 2 | York Region Shooters | Centennial Park Stadium | 12 de junio | 17:00 |
| FC Continentals | 2 - 3 | Toronto Falcons      | Centennial Park Stadium | 12 de junio | 19:00 |

| FC Continentals      | 0 - 0 | Scarborough SC  | Centennial Park Stadium | 18 de junio | 15:00 |
| Serbian White Eagles | 7 - 3 | BGH City FC     | Centennial Park Stadium | 18 de junio | 17:00 |
| York Region Shooters | 1 - 0 | Toronto Falcons | Centennial Park Stadium | 18 de junio | 19:00 |

| York Region Shooters | 2 - 3 | FC Continentals      | Centennial Park Stadium | 26 de junio | 15:00 |
| Toronto Falcons      | 1 - 1 | Serbian White Eagles | Centennial Park Stadium | 26 de junio | 17:00 |
| BGH City FC          | 0 - 2 | Scarborough SC       | Centennial Park Stadium | 26 de junio | 19:00 |

| York Region Shooters | 1 - 1 | Scarborough SC       | Centennial Park Stadium | 3 de julio | 15:00 |
| BGH City FC          | 2 - 2 | Toronto Falcons      | Centennial Park Stadium | 3 de julio | 17:00 |
| FC Continentals      | 1 - 2 | Serbian White Eagles | Centennial Park Stadium | 3 de julio | 19:00 |

| Scarborough SC       | 3 - 0 | Toronto Falcons      | Centennial Park Stadium | 16 de julio | 15:00 |
| BGH City FC          | 0 - 2 | FC Continentals      | Centennial Park Stadium | 16 de julio | 17:00 |
| Serbian White Eagles | 2 - 1 | York Region Shooters | Centennial Park Stadium | 16 de julio | 19:00 |

| Serbian White Eagles | 1 - 1 | Scarborough SC  | Centennial Park Stadium | 23 de julio | 15:00 |
| York Region Shooters | 4 - 2 | BGH City FC     | Centennial Park Stadium | 23 de julio | 17:00 |
| Toronto Falcons      | 1 - 1 | FC Continentals | Centennial Park Stadium | 23 de julio | 19:00 |

| BGH City FC     | 1 - 10 | Serbian White Eagles | Centennial Park Stadium | 30 de julio | 15:00 |
| Toronto Falcons | 1 - 3  | York Region Shooters | Centennial Park Stadium | 30 de julio | 17:00 |
| Scarborough SC  | 0 - 1  | FC Continentals      | Centennial Park Stadium | 30 de julio | 19:00 |

| FC Continentals      | 0 - 0 | York Region Shooters | Centennial Park Stadium | 6 de agosto | 15:00 |
| Scarborough SC       | 1 - 0 | BGH City FC          | Centennial Park Stadium | 6 de agosto | 17:00 |
| Serbian White Eagles | 2 - 0 | Toronto Falcons      | Centennial Park Stadium | 6 de agosto | 19:00 |

## Fase Final

### Cuartos de final
| Local           | Resultado | Visita          | Estadio                 | Fecha        |
| --------------- | --------- | --------------- | ----------------------- | ------------ |
| Scarborough SC  | 3 - 2     | BGH City FC     | Centennial Park Stadium | 13 de agosto |
| FC Continentals | 2 - 0     | Toronto Falcons | Centennial Park Stadium | 13 de agosto |

### Semifinales
| Local                | Resultado | Visita          | Estadio                 | Fecha        |
| -------------------- | --------- | --------------- | ----------------------- | ------------ |
| Serbian White Eagles | 0 - 2     | FC Continentals | Centennial Park Stadium | 20 de agosto |
| York Region Shooters | 1 - 3     | Scarborough SC  | Centennial Park Stadium | 20 de agosto |

### Final
| Local               | Resultado | Visita         | Estadio                 | Fecha        |
| ------------------- | --------- | -------------- | ----------------------- | ------------ |
| FC Continentals (C) | 2 - 1     | Scarborough SC | Centennial Park Stadium | 27 de agosto |

## Goleadores
| Pos. | Jugador            | Club                 | Goles |
| ---- | ------------------ | -------------------- | ----- |
| 1    | Vladimir Strizovic | Serbian White Eagles | 8     |
| 2    | Dusan Kovacevic    | Serbian White Eagles | 7     |
| 3    | Nikola Durkovic    | Serbian White Eagles | 6     |
| 4    | Oleksiy Boyko      | FC Continentals      | 4     |